# Willy Peters
Wilhelm Ferdinand Casper Joachim Peters (født 31. januar 1915, død 13. august 1976), bedre kendt som Willy Peters, var en svensk skuespiller. Han medvirkede i over 50 film mellem 1935 og 1976.
Peters ligger begravet på Norra Begravningsplatsen i Solna kommun.

## Udvalgt filmografi
- Moderne ungdom (1935)
- Gubben kommer (1939)
- Glade gutter i trøjen (1940)
- Med dig i mine arme (1940, ukrediteret)
- Den lysende fremtid (1941)
- Det går fremad igen (1941)
- Kun en kvinde (1941)
- Der står kvinder bagved alt (1942)
- Elvira Madigan (1943, ukrediteret)
- En mands længsel (1945)
- Foreign Intrigue'' (tv-serie, 1952-1953)
- Halstørklædet (tv-serie, 1962)
- Skammen (1968)
- Skrækken har 1000 øjne (1970)
- Luksustøsen (1970)
- Freewheelers (tv-serie, 1972)
- Den hvide sten (tv-serie, 1973)